# 吩
吩（又称英分；符號：℈）是一個药衡制單位，其名稱來自古羅馬單位（直译：「小砾石」）。

## 質量單位
一吩合1⁄24盎司、1⁄3打蘭或20格令，即1.2959782克。羅馬吩比較小，約等於1.14克。 

## 體積單位
一液量吩（fluid scruple）合1⁄24液量盎司、1⁄3液量打蘭、20量滴、1⁄4茶匙或1盐匙，即1.2323毫升。 